# Mesosemia eumene
Mesosemia eumene is een vlindersoort uit de familie van de prachtvlinders (Riodinidae), onderfamilie Riodininae.
Mesosemia eumene werd in 1776 beschreven door Cramer.